# ATP Challenger Montevideo
Das ATP Challenger Montevideo (offizieller Name: Uruguay Open) ist ein seit 2005 jährlich stattfindendes Tennisturnier in Montevideo. Es ist Teil der ATP Challenger Tour und wird im Freien auf Sand gespielt. Pablo Cuevas konnte insgesamt fünfmal das Turnier gewinnen (zweimal im Einzel, dreimal im Doppel) und ist damit Rekordsieger.

## Liste der Sieger

### Einzel
| Jahr | Sieger                  | Finalgegner             | Ergebnis        |
| ---- | ----------------------- | ----------------------- | --------------- |
| 2024 | Tristan Boyer           | Hugo Dellien            | 6:2, 6:4        |
| 2023 | Facundo Díaz Acosta     | Thiago Monteiro         | 6:3, 4:3 aufgg. |
| 2022 | Genaro Alberto Olivieri | Tomás Martín Etcheverry | 6:73, 7:65, 6:3 |
| 2021 | Hugo Dellien            | Juan Ignacio Londero    | 6:0, 6:1        |
| 2020 | abgesagt                | abgesagt                | abgesagt        |
| 2019 | Jaume Munar             | Federico Delbonis       | 7:5, 6:2        |
| 2018 | Guido Pella (2)         | Carlos Berlocq          | 6:3, 3:6, 6:1   |
| 2017 | Pablo Cuevas (3)        | Gastão Elias            | 6:4, 6:3        |
| 2016 | Diego Schwartzman       | Rogério Dutra da Silva  | 6:4, 6:1        |
| 2015 | Guido Pella (1)         | Íñigo Cervantes         | 7:5, 2:6, 6:4   |
| 2014 | Pablo Cuevas (2)        | Hugo Dellien            | 6:2, 6:4        |
| 2013 | Thomaz Bellucci         | Diego Schwartzman       | 6:4, 6:4        |
| 2012 | Horacio Zeballos        | Julian Reister          | 6:3, 6:2        |
| 2011 | Carlos Berlocq          | Máximo González         | 6:2, 7:5        |
| 2010 | Máximo González         | Pablo Cuevas            | 1:6, 6:3, 6:4   |
| 2009 | Pablo Cuevas (1)        | Nicolás Lapentti        | 7:5, 6:1        |
| 2008 | Peter Luczak            | Nicolás Massú           | kampflos        |
| 2007 | Santiago Ventura        | Marcel Granollers       | 4:6, 6:0, 6:4   |
| 2006 | Guillermo Cañas         | Nicolás Lapentti        | 2:6, 6:3, 7:6   |
| 2005 | Juan Martín del Potro   | Boris Pašanski          | 6:3, 2:6, 7:6   |

### Doppel
| Jahr | Sieger                                       | Finalgegner                                | Ergebnis          |
| ---- | -------------------------------------------- | ------------------------------------------ | ----------------- |
| 2024 | Guido Andreozzi (3) Orlando Luz              | Mariano Kestelboim Franco Roncadelli       | 4:6, 6:3, [10:8]  |
| 2023 | Guido Andreozzi (2) Guillermo Durán (2)      | Boris Arias Federico Zeballos              | 2:6, 7:62, [10:8] |
| 2022 | Karol Drzewiecki Piotr Matuszewski           | Facundo Díaz Acosta Luis David Martínez    | 6:4, 6:4          |
| 2021 | Rafael Matos Felipe Meligeni Rodrigues Alves | Ignacio Carou Luciano Darderi              | 6:4, 6:4          |
| 2020 | abgesagt                                     | abgesagt                                   | abgesagt          |
| 2019 | Facundo Bagnis Andrés Molteni (2)            | Orlando Luz Rafael Matos                   | 6:4, 5:7, [12:10] |
| 2018 | Guido Andreozzi (1) Guillermo Durán (1)      | Facundo Bagnis Andrés Molteni              | 7:65, 6:4         |
| 2017 | Romain Arneodo Fernando Romboli              | Ariel Behar Fabiano de Paula               | 2:6, 6:4, [10:8]  |
| 2016 | Andrés Molteni (1) Diego Schwartzman         | Fabiano de Paula Cristian Garín            | kampflos          |
| 2015 | Andrej Martin Hans Podlipnik-Castillo        | Marcelo Demoliner Gastão Elias             | 6:4, 3:6, [10:6]  |
| 2014 | Martín Cuevas (2) Pablo Cuevas (3)           | Nicolás Jarry Gonzalo Lama                 | 6:2, 6:4          |
| 2013 | Martín Cuevas (1) Pablo Cuevas (2)           | Rogério Dutra da Silva André Ghem          | kampflos          |
| 2012 | Nikola Mektić Antonio Veić                   | Blaž Kavčič Franko Škugor                  | 6:3, 5:7, [10:7]  |
| 2011 | Nikola Ćirić Goran Tošić                     | Marcel Felder Diego Schwartzman            | 7:65, 7:64        |
| 2010 | Carlos Berlocq Brian Dabul (2)               | Máximo González Sebastián Prieto           | 7:5, 6:3          |
| 2009 | Juan Pablo Brzezicki David Marrero           | Martín Cuevas Pablo Cuevas                 | 6:4, 6:4          |
| 2008 | Franco Ferreiro Flávio Saretta               | Daniel Gimeno Traver Rubén Ramírez Hidalgo | 6:3, 6:2          |
| 2007 | Pablo Cuevas (1) Luis Horna                  | Marcel Granollers Santiago Ventura         | kampflos          |
| 2006 | Máximo González Sergio Roitman               | Guillermo Cañas Martín García              | 6:3, 7:65         |
| 2005 | Brian Dabul (1) Damián Patriarca             | Daniel Köllerer Oliver Marach              | 6:0, 6:4          |